# Jean Albert Grégoire
Pour les articles homonymes, voir Grégoire.
Jean Albert Grégoire, né le 7 juillet 1899 à Paris 17e et mort le 19 août 1992 à Neuilly-sur-Seine, est un ingénieur et entrepreneur français qui fut l'un des grands pionniers de la « traction avant » dans le monde et notamment le premier en France. Il prôna également l'utilisation des alliages d'aluminium dans la technique automobile. Il a ainsi participé à de nombreux projets dans le domaine de l'automobile au milieu du XXe siècle.

## Biographie résumée
Jean Albert Grégoire est le fils de Jules Grégoire (1860-1902), ingénieur des arts et manufactures, et de Berthe Elrina Ohresser (1874). Orphelin, il est élevé par son oncle maternel Jules Léon Ohresser (1870) qui devient son tuteur. Il fait ses études au pensionnat de Passy, puis au collège Stanislas.
Jean Albert Grégoire est en 1917 champion de France interscolaire du 100 mètres.
Il entre en 1918 à l’École polytechnique,, dont il sort diplômé en 1921 et il est en outre titulaire d'un doctorat en droit.
Il se passionne pour l'automobile et crée en 1925 avec des amis, dont Pierre Fenaille, la société des garages des Chantiers, dans le quartier des Chantiers à Versailles. En 1926, il construit son propre véhicule — le « Tracta GePhi » — qui parvient à atteindre 145 km/h. En 1927, il fonde, toujours avec Fenaille, la Société des automobiles Tracta. Père de la traction avant française, dont il n'est toutefois pas le premier concepteur, Grégoire participe en tant que constructeur et pilote aux 24 Heures du Mans de 1927 à 1930 sur une Tracta, équipée des « joints homocinétiques » dont il est l'inventeur avec Fenaille : ces « joints » sont ensuite repris par André Citroën sur ses modèles.
En tant que pilote aux 24 Heures du Mans, Grégoire parvient ainsi à se classer septième en 1927 (en équipe avec Lucien Lemesle), dix-septième en 1928 (avec Fernand Vallon), dixième en 1929 (encore avec Vallon) et huitième en 1930 (à nouveau avec Vallon).
Grégoire épouse Eugénie Julien le 12 juillet 1932.
Comme les véhicules que Grégoire construit se vendent en trop petit nombre, il cède en 1932 la licence du joint homocinétique Tracta à la société américaine Bendix (en). C'est ainsi que, dix ans plus tard, tous les véhicules tout-terrain alliés de la Seconde Guerre mondiale, dont la célèbre jeep Willys, sont entraînés par des joints Tracta.
En 1936, le bureau d’études qu'il a créé imagine le système de « carcasse intégrale » en aluminium coulé, qu’il applique sur des voitures présentées avec succès au Salon de 1937.
Il rassemble ensuite le résultat de ses recherches diverses — traction avant, carcasse coulée, quatre roues indépendantes portées — dans la Dyna Panhard, petite voiture économique qui consomme moins de cinq litres aux cent à une vitesse de 70 km/h dès 1946.
Grégoire collabore également avec la Compagnie générale d’électricité et avec son ami du collège Stanislas, Pierre Quoirez, pour produire une voiture électrique qui, en 1942, réussit à parcourir 225 km à plus de 40 km/h de moyenne.
S'appuyant sur des études aérodynamiques commencées en 1943, Grégoire parvient ensuite à faire produire en 1949, par le constructeur Hotchkiss, un véhicule à essence de haut de gamme : la Hotchkiss-Grégoire. Mais les difficultés du constructeur, les nombreux problèmes techniques liés aux spécificités de ce projet et son prix de revient trop élevé font interrompre sa production en 1953 à environ 250 exemplaires. Une collaboration similaire, cette fois avec Renault — la Frégate-Grégoire —, n'atteint malheureusement pas le stade de la production.
Grégoire travaille également avec la Socema (« Société de construction et d'équipements mécaniques pour l’aviation »), une filiale de la CEM, qui souhaite équiper une automobile de la turbine légère qu'elle a mise au point : à partir de la Hotchkiss-Grégoire, un véhicule futuriste est conçu qui est présenté au Salon de l'automobile de 1952, mais il n'est pas produit en série. La trace qui en reste est due au dessinateur André Franquin dans sa bande dessinée La Corne de rhinocéros où il l'appelle la « Turbotraction ».
Grégoire tente à nouveau de produire un véhicule, cette fois avec la société Tracta — la Grégoire-Sport — où il retrouve son ami Pierre Fenaille qui en est le président depuis 1951, mais c’est un nouvel échec commercial et il décide d’abandonner ce type de projet pour se limiter désormais aux seuls éléments techniques de l’automobile : après la suspension Grégoire qui est susceptible d'équiper en monte « accessoire » les Tractions Citroën jusqu'en 1954, la suspension baptisée « Aérostable » équipe ensuite un million et demi de Renault Dauphine.
Grégoire cède en 1965 sa collection de voitures à la société Aluminium Pechiney, collection qui est rassemblée à La Défense en 1992 — peu après sa mort — et qui est ensuite exposée au musée automobile de la Sarthe sur le circuit des 24 Heures du Mans.
Grégoire a également été critique littéraire, romancier, essayiste et historien de l’automobile.

## Le joint «Tracta»

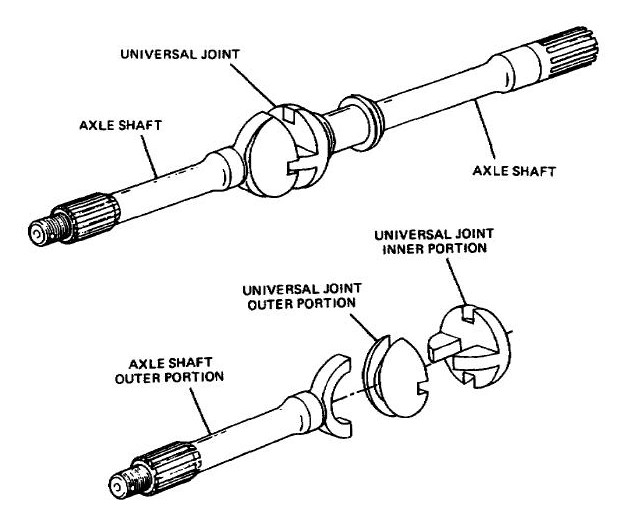
Joint Tracta.

Le joint Tracta est un double cardan sphérique breveté le 8 décembre 1926 par Pierre Fenaille, associé de J.-A. Grégoire, puis industrialisé par la société Tracta. C'est un joint homocinétique (adjectif inventé à cette occasion) qui fut utilisé dans la construction des premières automobiles européennes à traction avant.
Le joint Tracta a été adopté par différentes marques, dont DKW entre 1929 et 1936 et Adler de 1932 à 1939, ainsi que sur la plupart des voitures conçues par J.-A. Grégoire.
On le retrouve dans de nombreux véhicules militaires de la Seconde Guerre mondiale : Laffly et Panhard en France, Alvis et Daimler au Royaume-Uni et Willys aux États-Unis qui monta le joint Tracta dans un quart de million de jeeps et nombreux autres véhicules. Ce succès se confirma après la guerre, dans les premiers modèles de Land Rover.

## Conception d'automobiles à traction avant

### Tracta Gephi (1927)
La Tracta Gephi est la première automobile conçue sous la direction de J.-A. Grégoire pour l'application pratique du joint Tracta. Toutes les voitures Tracta (environ 200 fabriquées entre 1927 et 1932) l'utilisèrent. La première d'entre elles courut aux 24 Heures du Mans 1927 et parvint à l'arrivée. Les voitures Tracta eurent des moteurs S.C.A.P. de 1 100  à   1 600 cm³, et des moteurs Continental et Hotchkiss dans la gamme des 2 700  à   3 300 cm³.

Automobiles Tracta
Logo des Automobiles Tracta
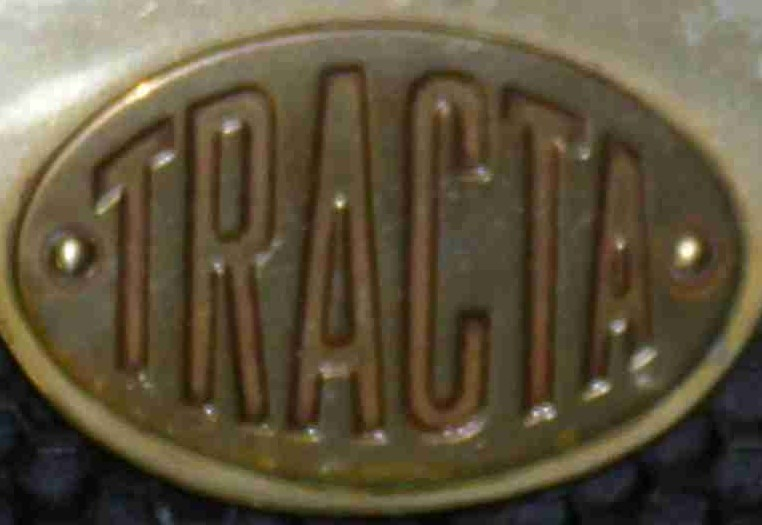
Emblème des Automobiles Tracta
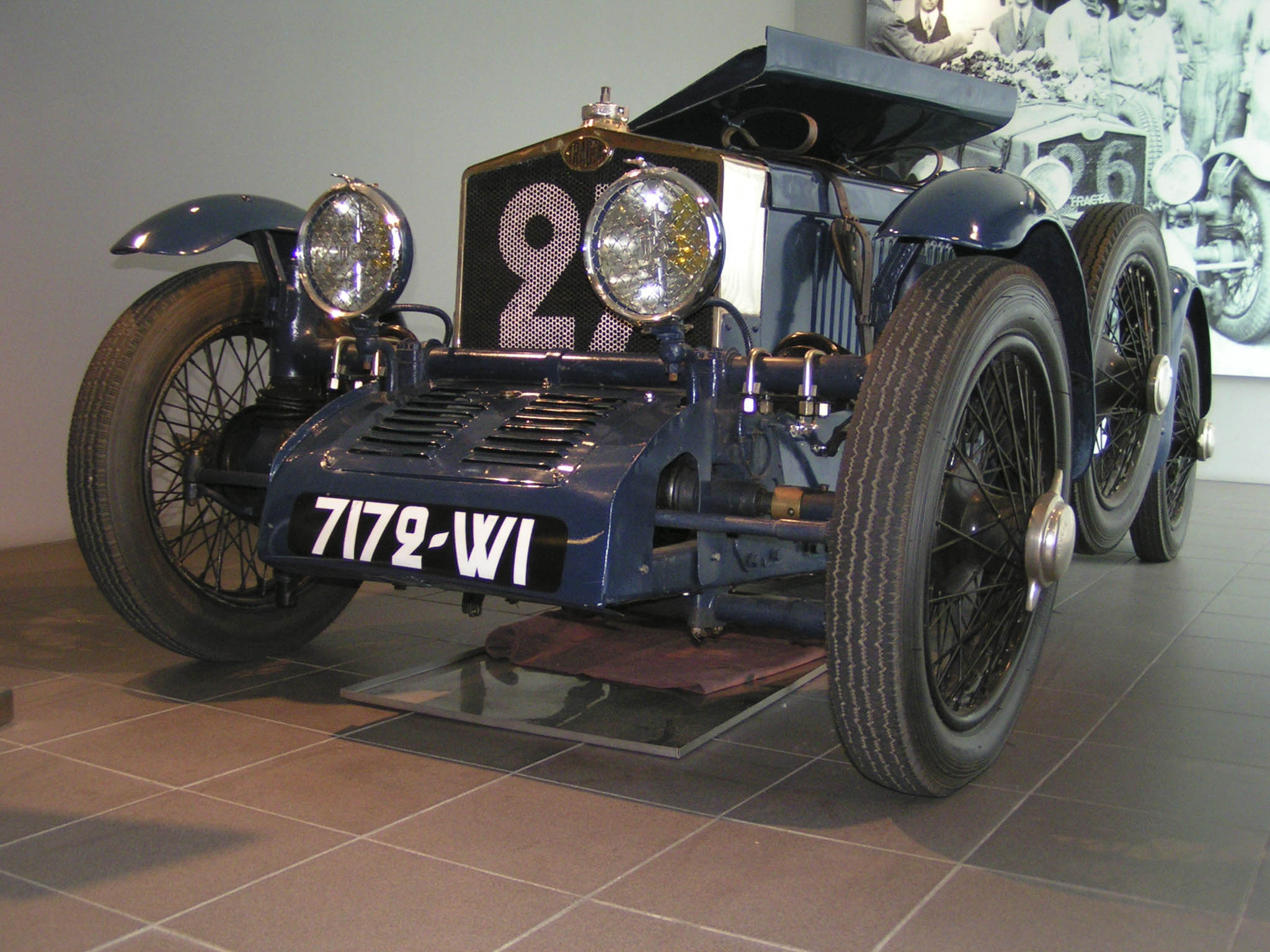
Tracta type A (1929)
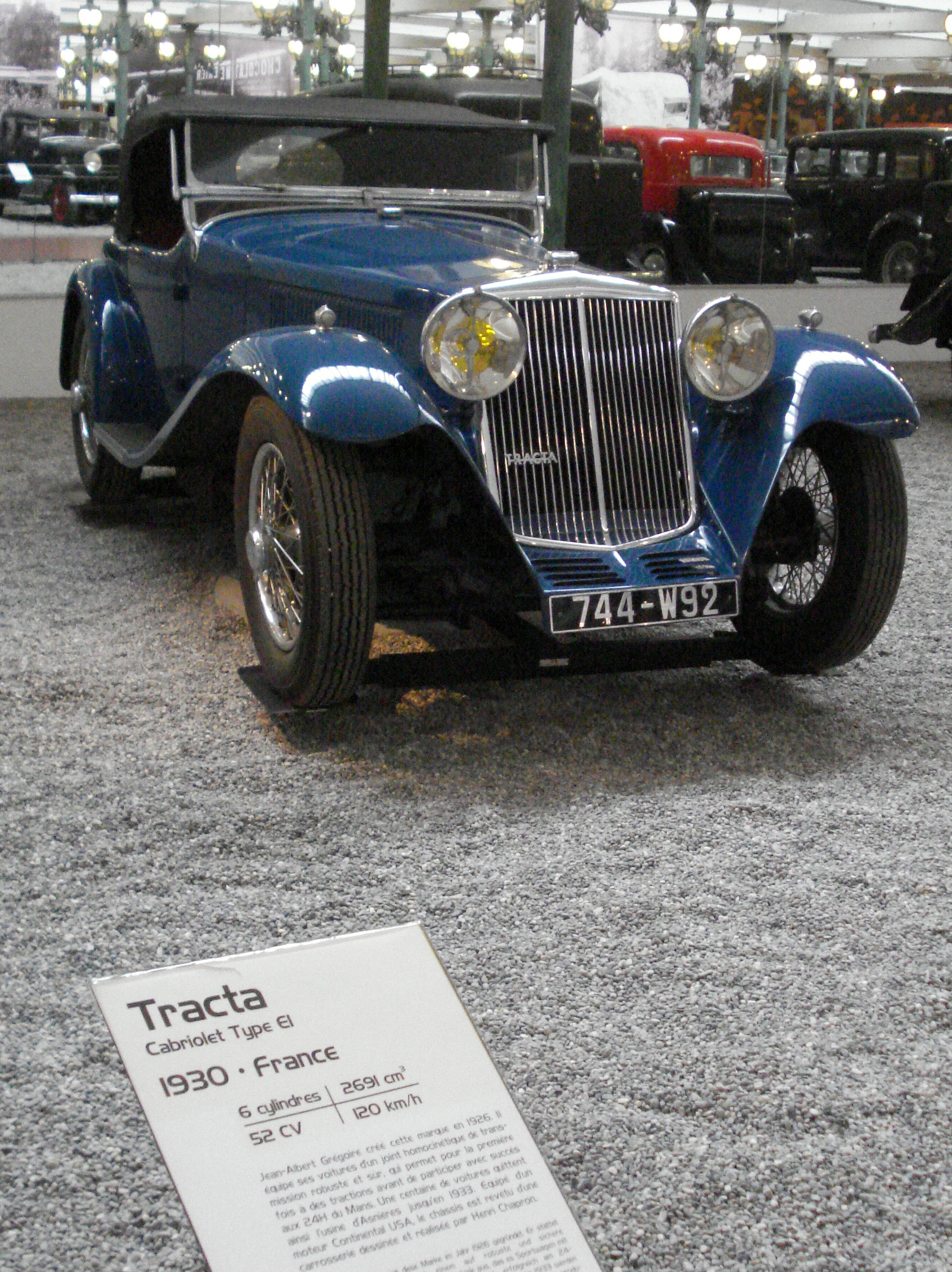
Tracta type E (1930)
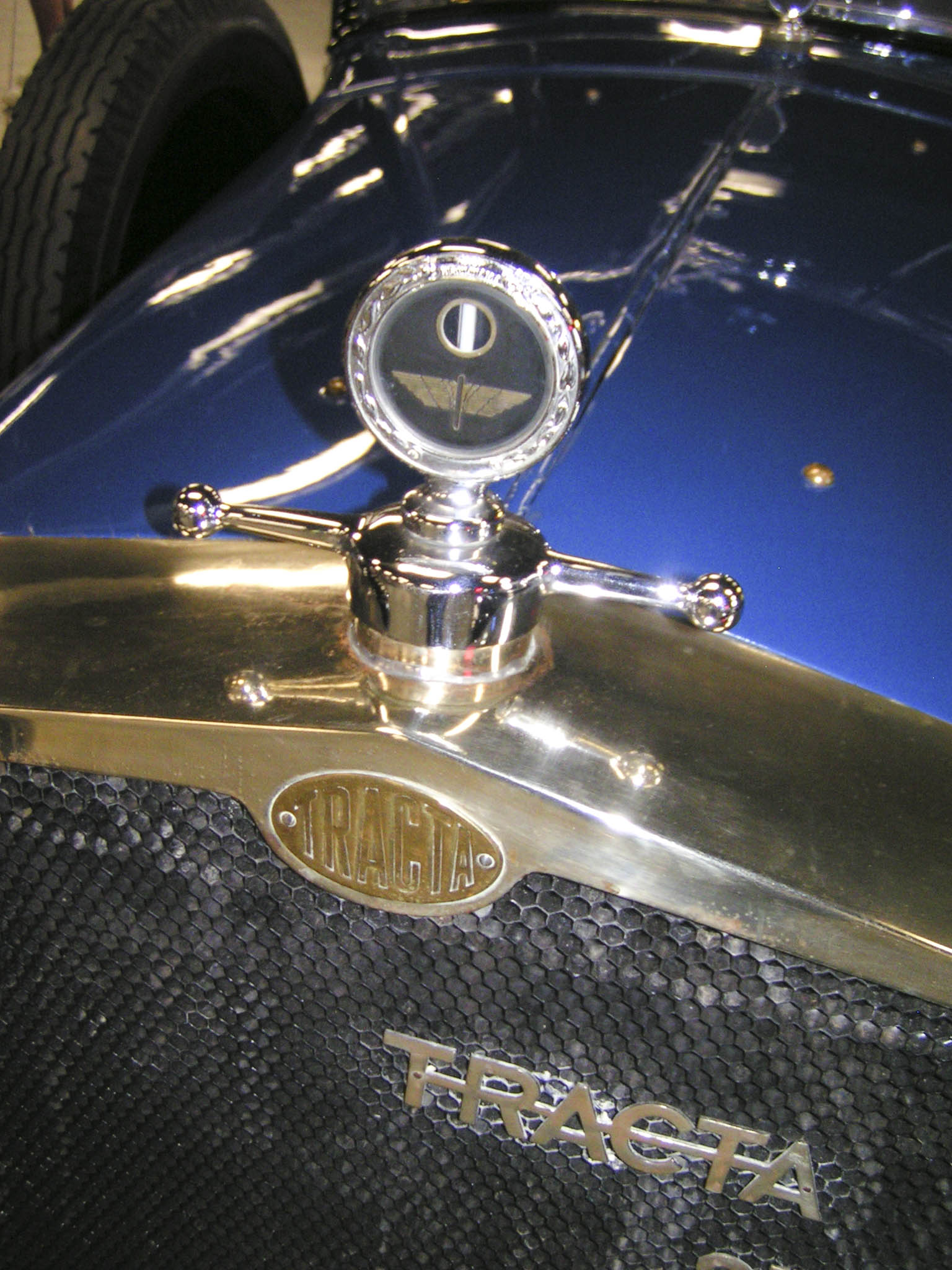
Tracta type E, 2,7 L Continental 65hp (1930)

### Donnet (1932)

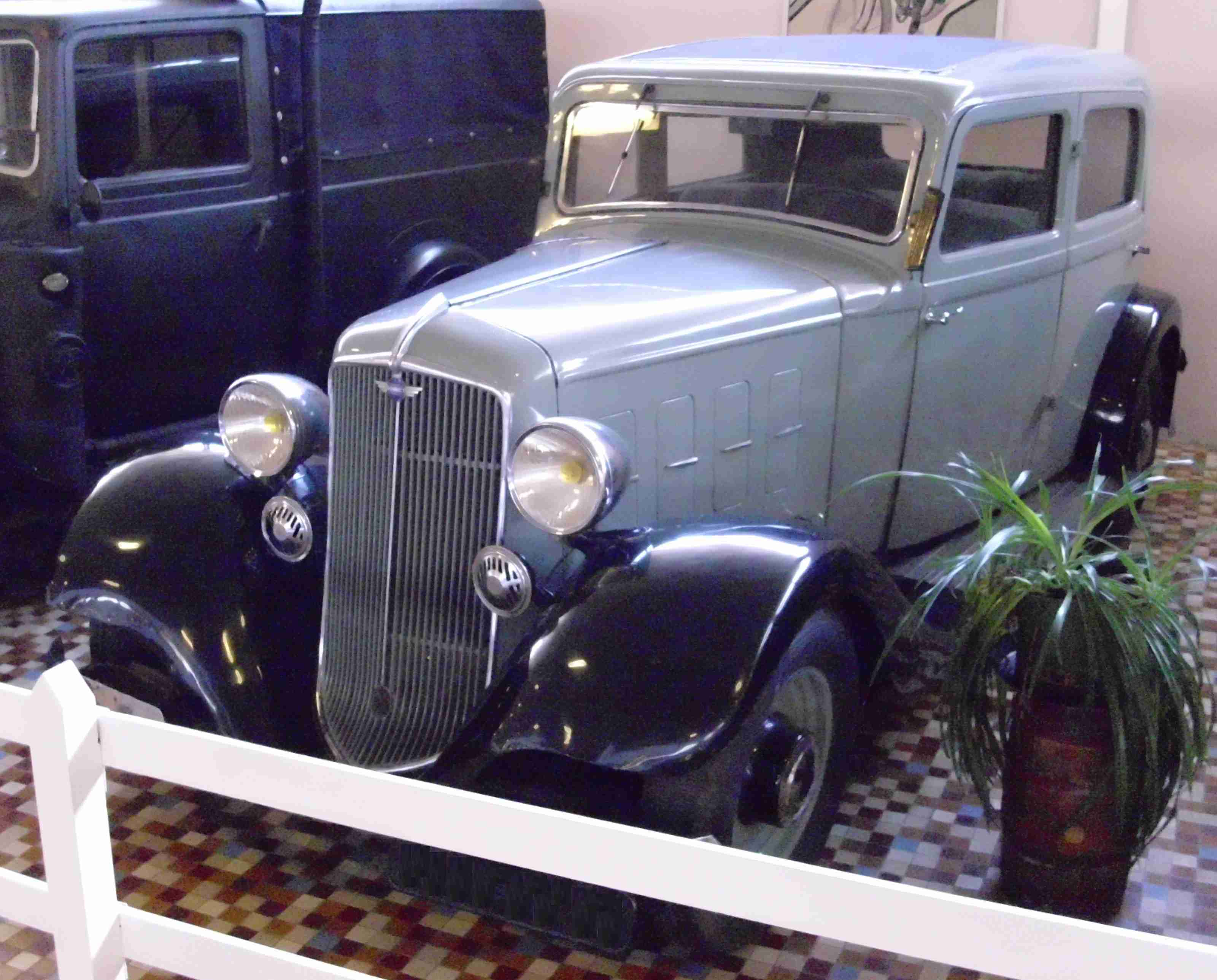
Donnet-Zedel (1932).

J.-A. Grégoire dessina avec Lionel Mallard une 11 CV à 6 cylindres pour Donnet en 1932. Seuls cinq prototypes ont été produits, dont l'un fut présenté au Salon de Paris de 1932, avant que Donnet n'eût été mis en liquidation.

### Chenard et Walcker (1936)

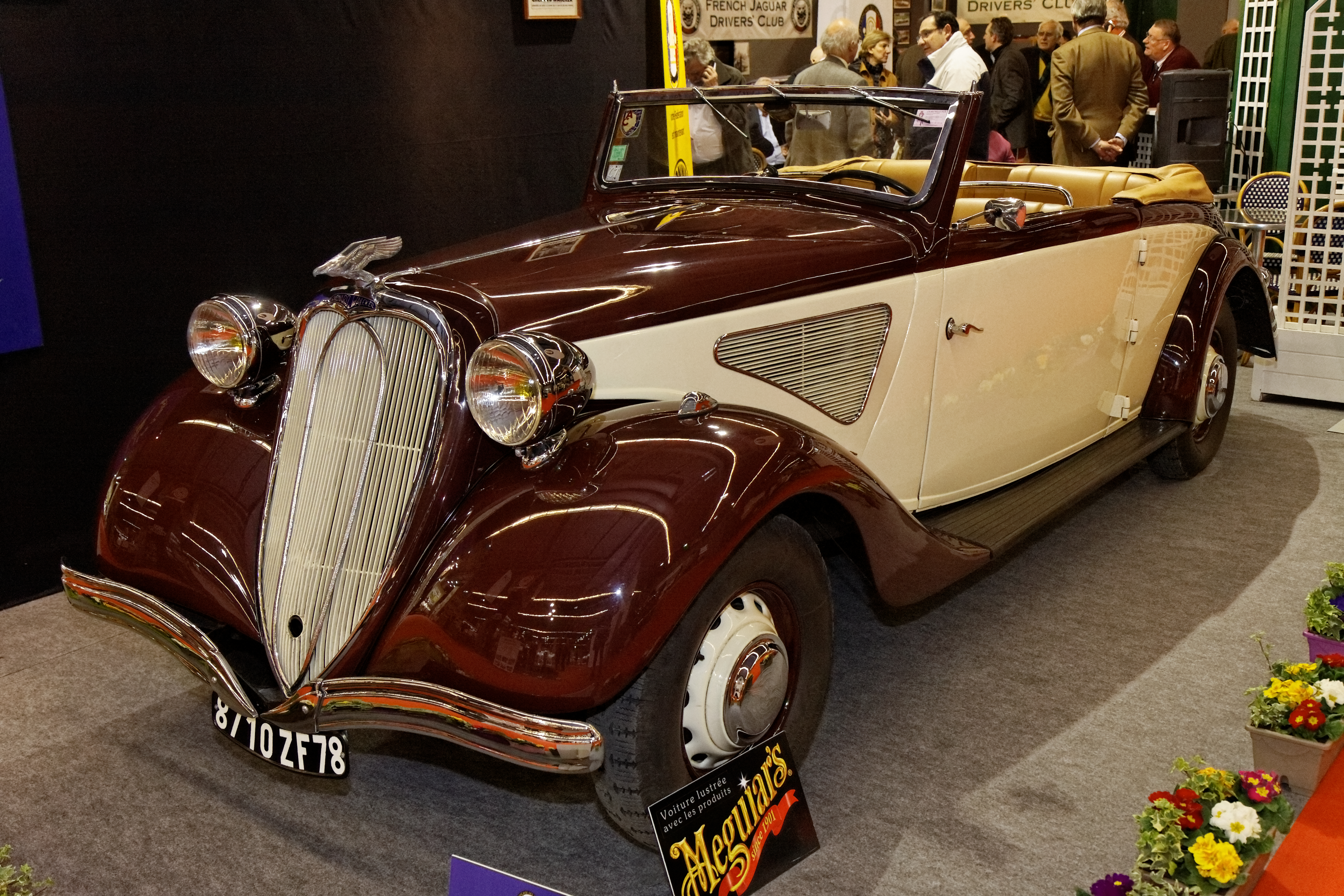
Chenard et Walcker T24C Super Aigle (1936).

Il a ensuite collaboré avec Lucien Chenard sur la conception de deux voitures pour Chenard et Walcker. Elles étaient de conception avancée, mais n'ont pas eu de succès commercial.

### Amilcar Compound (1937)
En 1937, il conçut l'Amilcar Compound, produite par Hotchkiss de 1938 à la Seconde Guerre mondiale, époque à laquelle 681 exemplaires furent réalisés. Cette voiture faisait appel à d'autres idées de Grégoire, comme un châssis en Alpax (alliage d'aluminium léger) et la traction avant. D'autres fonctionnalités avancées avaient été prévues, comme la direction à crémaillère et la suspension indépendante sur les quatre roues. Mais la voiture avait des faiblesses, comme les freins et le changement de vitesse à câbles, ou encore un moteur à soupapes latérales, bien que ce fût encore la règle sur la plupart des voitures de cette époque. Une version à soupapes en tête est venue plus tard.
Un exemplaire de ce véhicule, est visible à la Cité de l'automobile, Musée de l'automobile - Collection Schlumpf à Mulhouse. Ce véhicule est classé Monument Historique.

Automobiles Amilcar
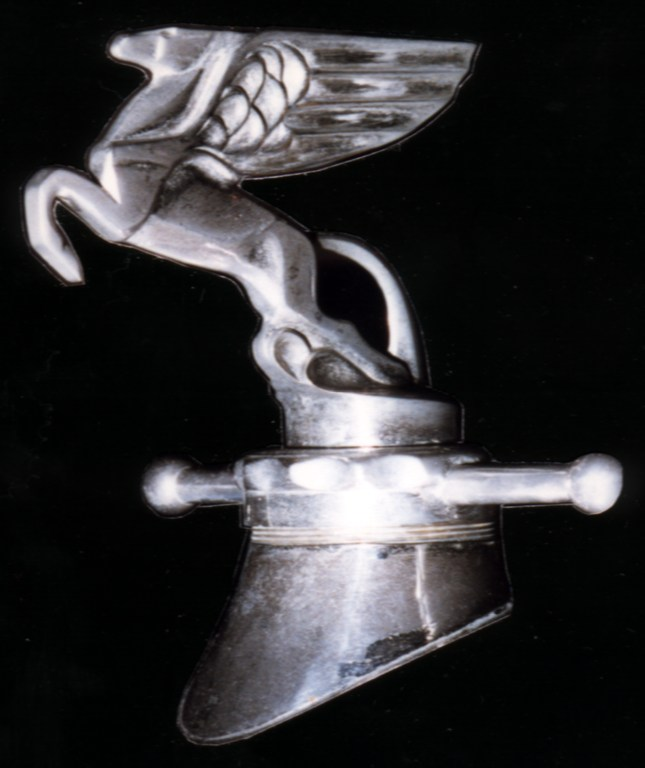
Emblème Amilcar
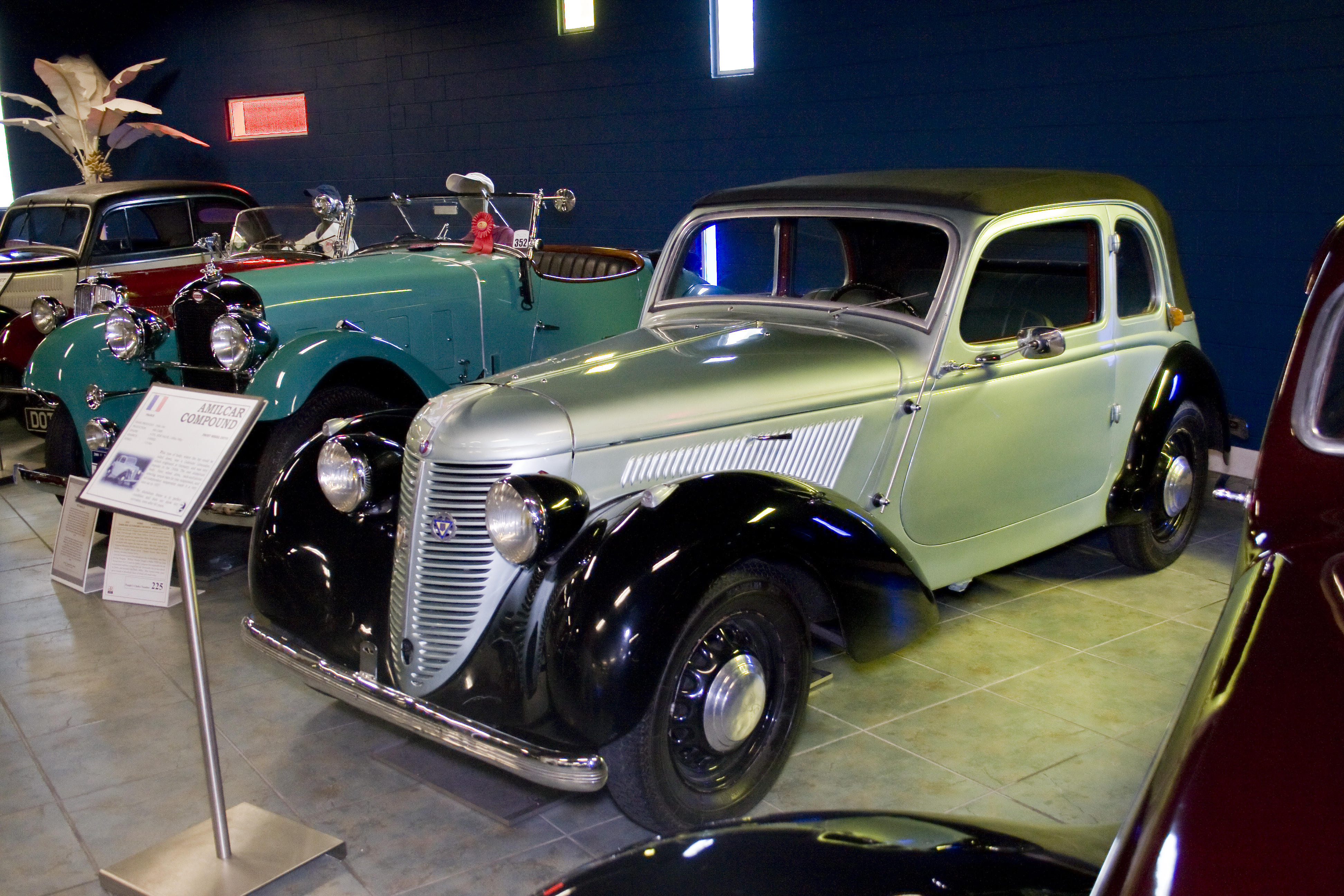
Amilcar Compound (1937)
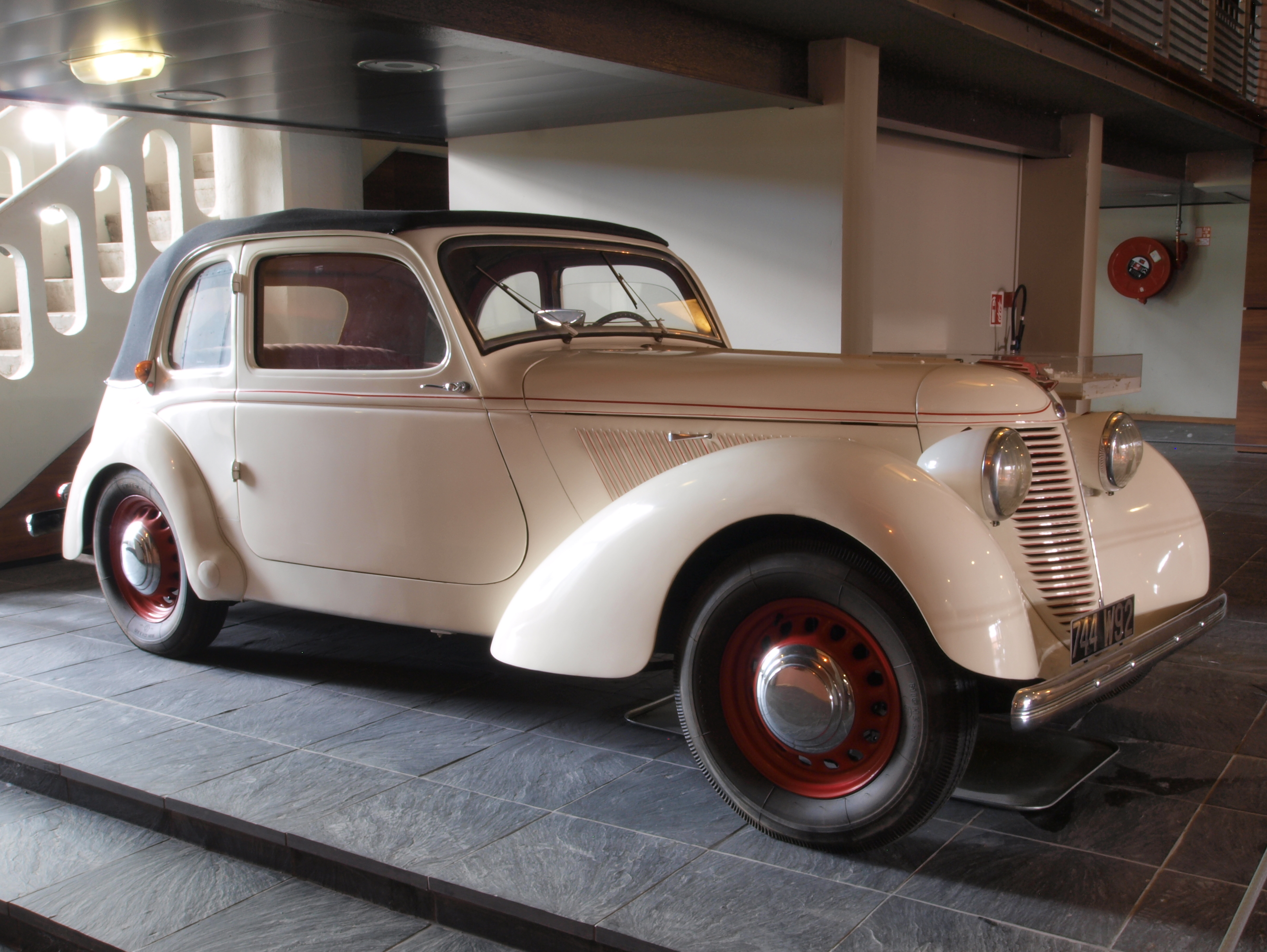
Amilcar Compound (1938)

### Aluminium français-Grégoire (1941) et Dyna X Panhard (1948)
Pendant la Seconde Guerre mondiale, Grégoire travailla en secret avec son équipe d'ingénieurs d'Asnières-sur-Seine sur une petite voiture, l'Aluminium français-Grégoire (en association avec la société « Aluminium français », société qui deviendrait plus tard Aluminium Péchiney) : elle avait un châssis-cadre en alliage léger, la traction avant, un moteur à deux cylindres à plat (« flat-twin ») à refroidissement par air et une suspension indépendante sur les quatre roues. Cette petite voiture à quatre places, ne pesait que 400 kg et pouvait atteindre 100 km/h.
Quatre exemplaires furent construits. Un exemplaire de ce véhicule est visible à la Cité de l'automobile, Musée de l'automobile - Collection Schlumpf à Mulhouse. Ce véhicule est classé Monument Historique.
Elle ne sera pas produite par Simca, mais finalement c'est chez Panhard que le projet va se développer. Dès le lendemain de la guerre cette marque s'intéressa au prototype de Grégoire. Des accords furent signés en 1943 alors que Grégoire était en poste chez Simca, et ce véhicule servira de base pour la construction en grande série de la Panhard Dyna X de 1948.

Automobiles Aluminium français-Grégoire et Panhard
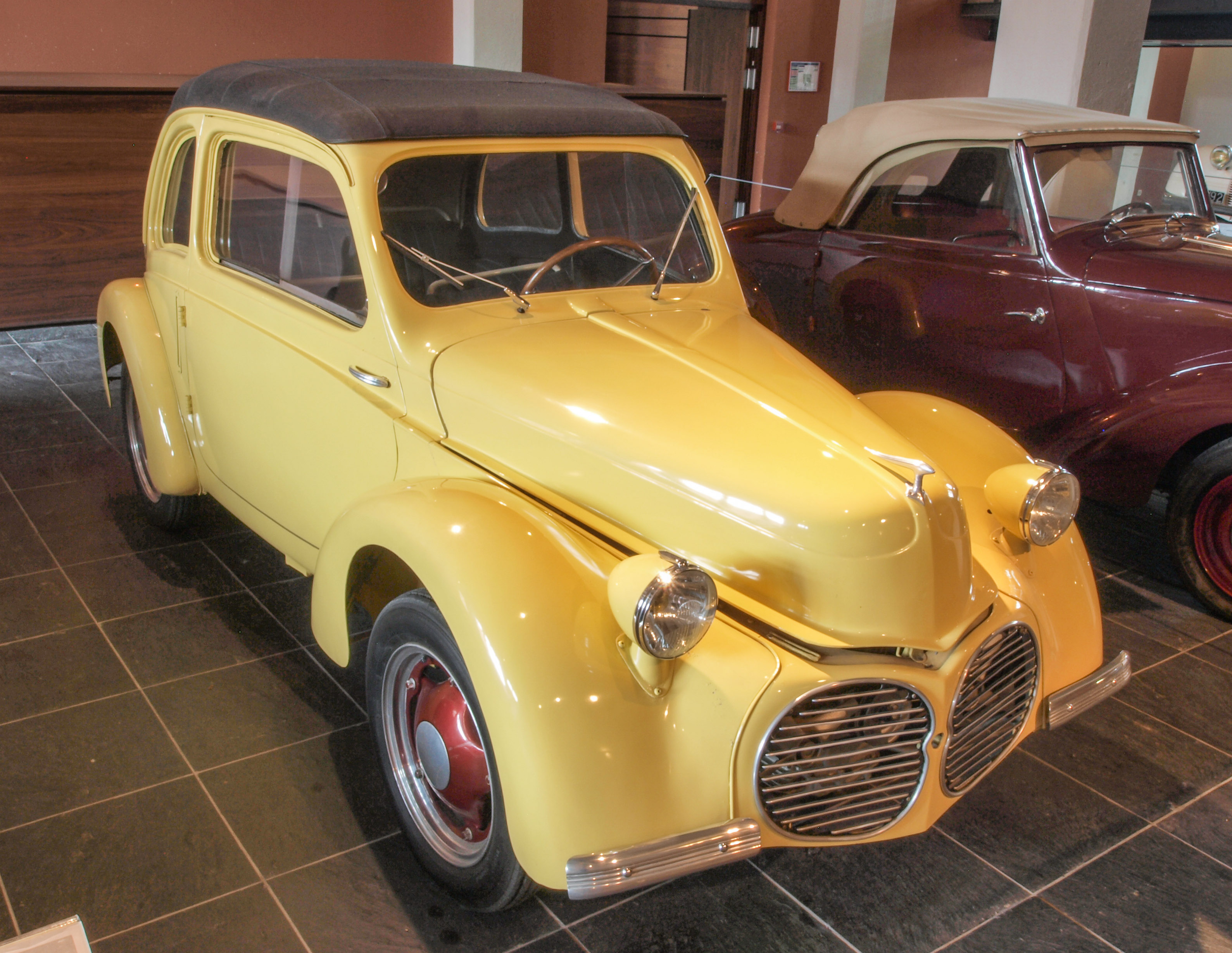
Aluminium français-Grégoire (1941).
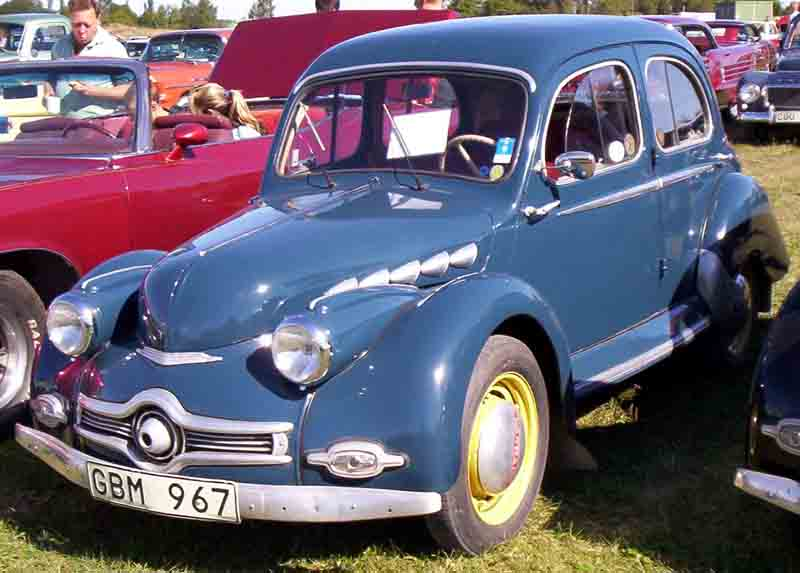
Panhard Dyna X (1948), conçue d'après le prototype Aluminium français-Grégoire.

### Grégoire "R" (1947)

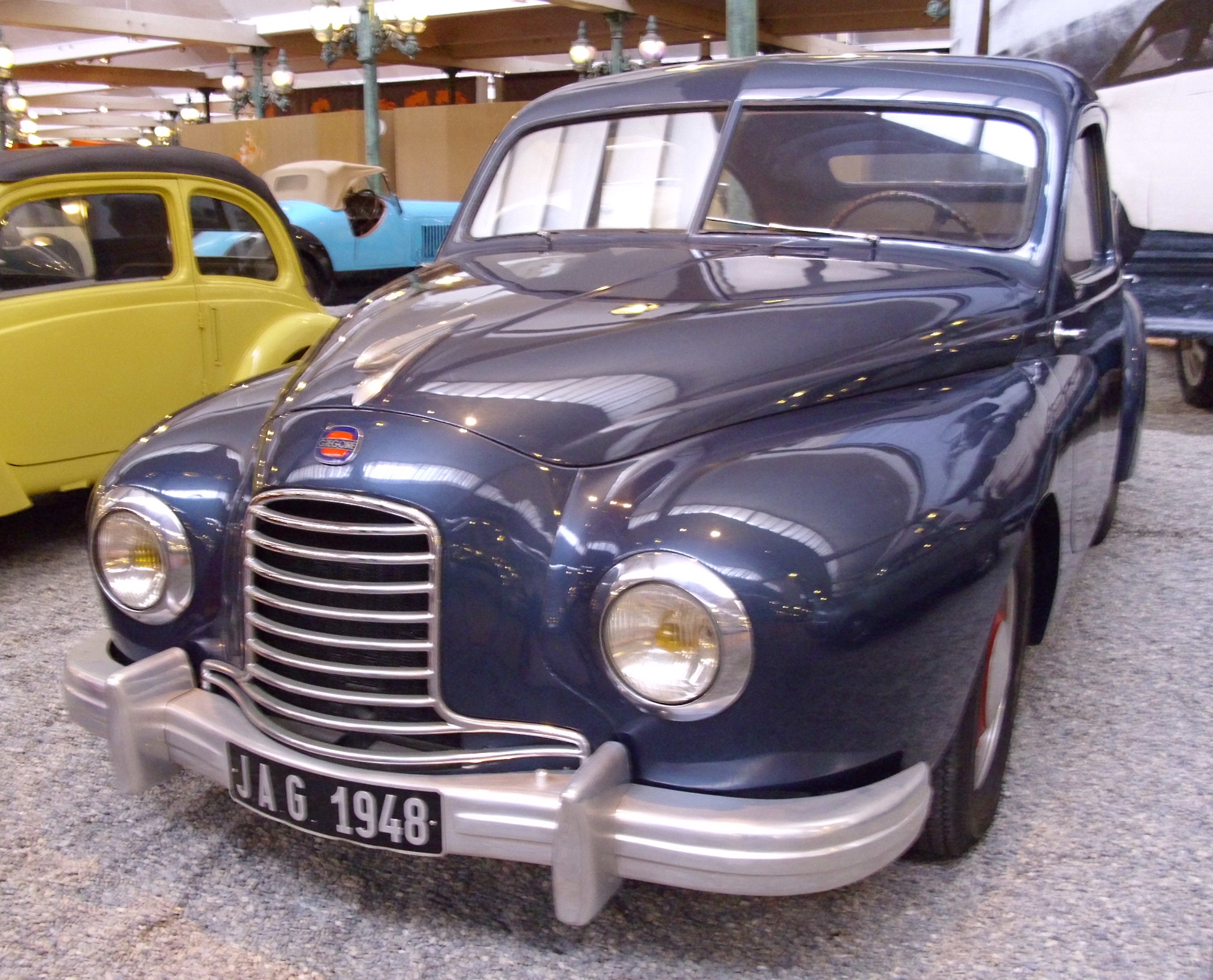
Grégoire R (1948).

Jean Albert Grégoire construit la Grégoire "R" (ou Tracta R), présentée au Salon de Paris en 1947 et produite par Hotchkiss dès 1949, avec un châssis en Alpax, la traction avant et un moteur 4 cylindres à plat de 2 litres refroidi par air. La suspension est à flexibilité variable, reprenant le principe de ressorts hélicoïdaux s'adaptant à la charge. Cette innovation fait l'objet d'un dépôt de brevet et lui vaut de recevoir le Prix Monthyon de mécanique, décerné par l'Académie des sciences, en 1947.

### Prototype Hartnett (1948)
En 1945, Jean Albert Grégoire fonde la marque « Grégoire » et dépose des brevets qui attirèrent la curiosité de la firme australienne Hartnett (en). Celle-ci voulait construire une petite traction avant, dont elle lui confiera le dessin. La conception du véhicule avait été développée par Jean Albert Grégoire en trois prototypes distincts, utilisant la même ingénierie de base, mais avec différents styles de carrosserie. Les versions « Panhard » et « Simca » étaient prévues pour la France.
La version « Kendall » avait été adoptée en Angleterre par la société « Grantham Productions Limited » à Grantham, Lincolnshire, mais le développement de cette version, qui avait débuté en 1946 a dû être abandonné à cause de difficultés financières. Les actifs de « Grantham », dont l'ensemble de l'outillage, les jauges, les gabarits, les montages, et les modèles, seront achetés par « Hartnett » à bon prix pour seulement 30 000 livres sterling, alors que deux ans plus tôt « Grantham » avait du débourser 186 000 livres sterling pour leur acquisition.
Selon Laurence Hartnett (en), l'opération devait « éviter un retard de trois ans au maximum et rendre la production possible dans l'année de la création d'une société publique ». Jean Albert Grégoire détenait un peu plus de 10 % des 400 000 actions ordinaires émises par la « Hartnett Motor Company Limited» en octobre 1949, mais la moitié seulement de ces actions avaient été souscrites en avril 1951. En mai 1950, la société avait annoncé que cinq véhicules prototypes, entièrement fabriqués en Angleterre, arriveraient en Australie.
La « Hartnett », avait été prévue avec un châssis en fonte d'aluminium coulée plutôt que par pressage typique de l'acier, pour gagner du poids et aussi pour réduire les coûts d'outillage. Le véhicule devait être équipé d'une suspension indépendante sur les quatre roues, avec un moteur à deux cylindres de 594 cm3, opposés horizontalement, avec refroidissement par air. En 1951, il a été annoncé que le modèle « Tasman Saloon » berline, serait complété par un autre modèle le « Pacific ».
Le 16 mars 1951, la société « Hartnett », a produit simultanément les deux premiers véhicules de série à Sydney et à Melbourne. En définitive, l'usine de production de Frankston semble n'avoir fonctionné qu'entre novembre 1951 et la deuxième semaine de septembre 1952. Les premières voitures de série ne seront produites qu'à partir de la troisième semaine d'avril 1952. Cependant, la production devra s'arrêter en septembre 1952, et pour la première fois, il sera révélé que la société n'avait reçu des commandes que pour 314 véhicules. Les 19 semaines d'activité ne produiront que 135 véhicules. La « Hartnett Motor Company Limited » sera dissoute, lors d'une assemblée des créanciers en 1956.

Automobiles Hartnett
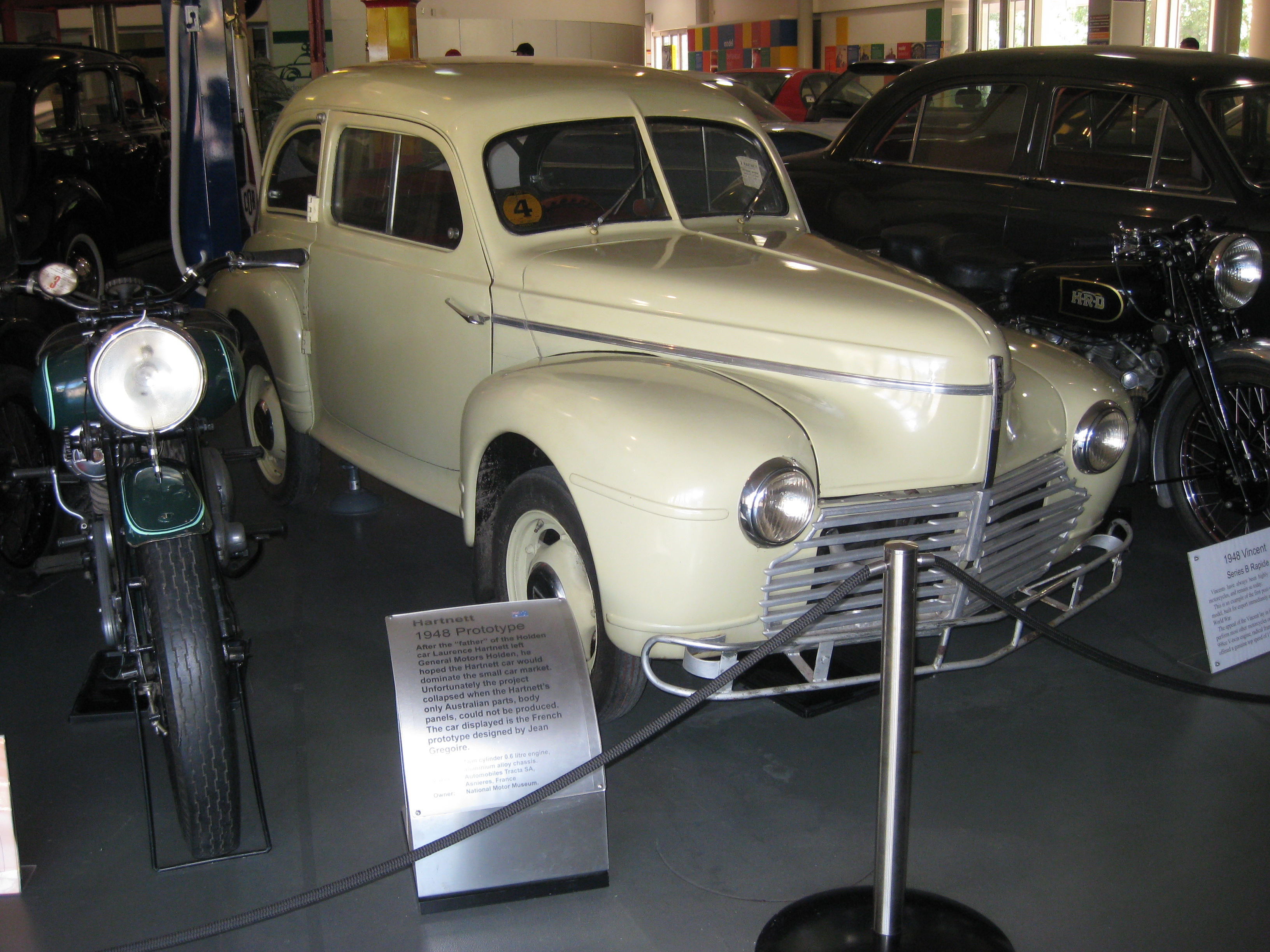
Prototype Hartnett (1948)
- Brochure Hartnett Kendall (1948)
- Prospectus Hartnett

### Hotchkiss-Grégoire (1950)

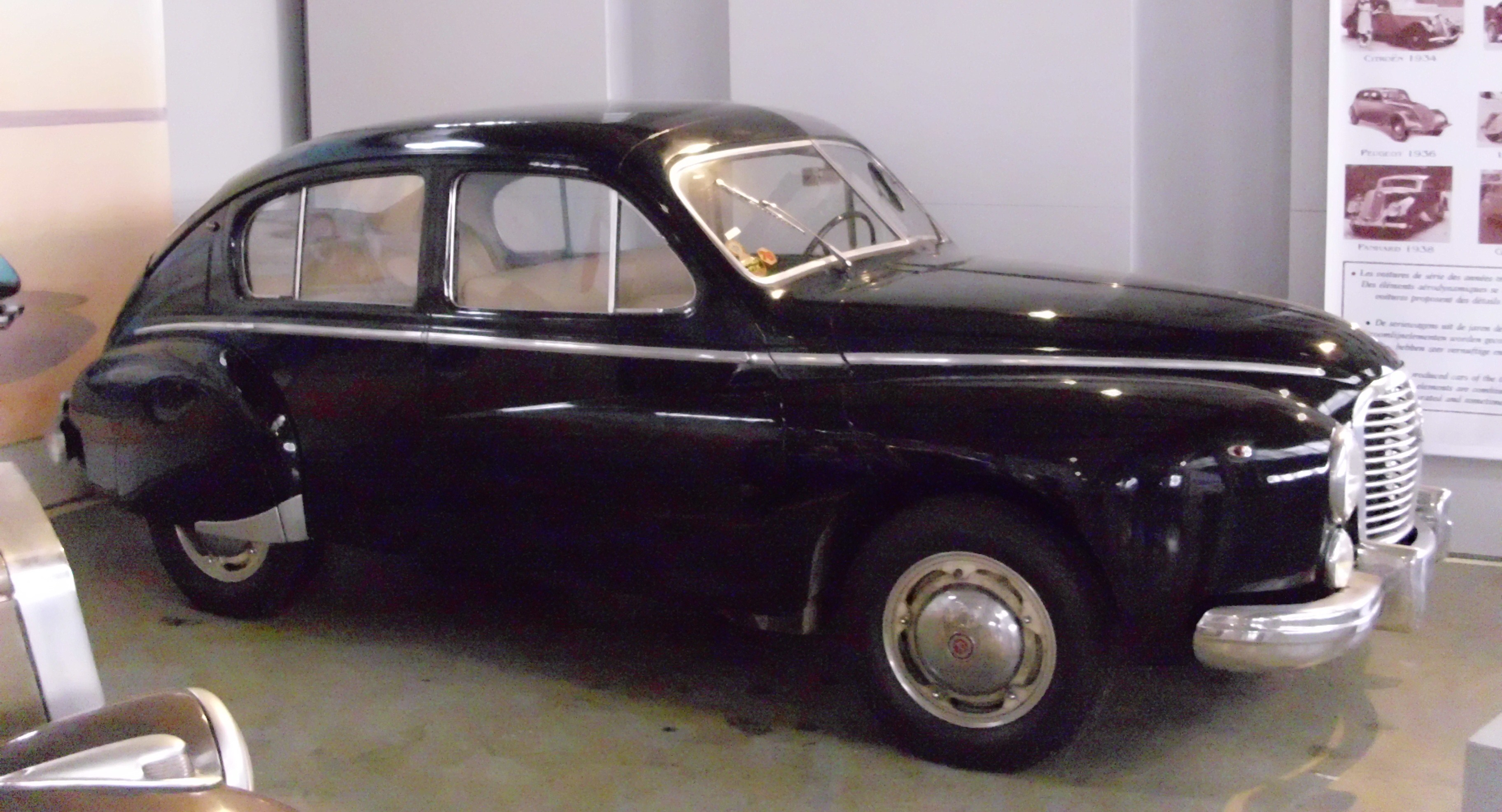
Hotchkiss-Grégoire (1950-1954).

En 1950 apparut l'Hotchkiss-Grégoire, une autre voiture construite en collaboration avec « Hotchkiss », qui comportait à nouveau un châssis en Alpax, une carrosserie en alliage léger, une suspension à flexibilité variable, un moteur 4 cylindres à plat de 2 litres puis 2,2 litres refroidi par eau en porte-à-faux avant et une carrosserie aérodynamique étudiée en soufflerie. Cette voiture était rapide (150 km/h) et sûre, mais son prix trop élevé (deux millions de francs en 1950, soit l'équivalent de plus de 56 000 euros en 2018, et environ le double à l'époque du prix d'une Citroën Traction 15CV à six cylindres), fit qu'elle ne fut construite qu'en 247 exemplaires, jusqu'en 1954. Les numéros allant de 500 à 747. C'est l'une des plus rares autos de tourisme car commercialisée seulement en pré-série. L'usine Hotchkiss étant en liquidation dès 1954. Il en subsisterait moins de 60 exemplaires.

### Grégoire sport (1955)

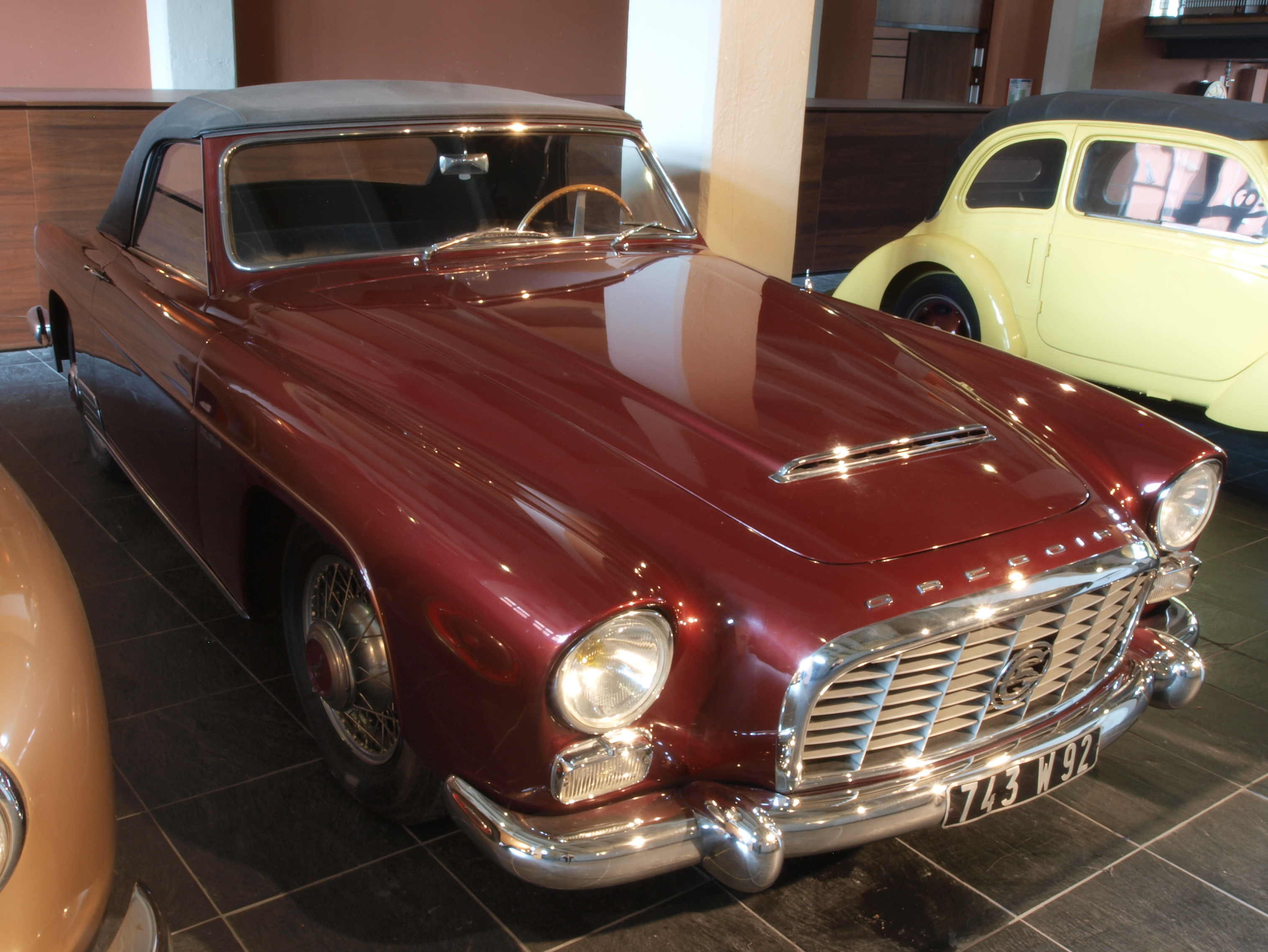
Grégoire Sport (1955).

Début janvier 1956, au musée Henry Ford de Dearborn (États-Unis), Grégoire présenta un cabriolet trois places, pouvant atteindre 175 km/h, équipé du moteur 4 cylindres 2 188 cm3 de la Hotchkiss-Grégoire, suralimenté par un compresseur « Constantin », d'une puissance de 125 ch à 4 500 tr/min. Dessiné par le français Carlo Delaisse, reprenant les principes de la berline (traction avant, suspension à roues indépendantes et flexibilité variable, structure coulée en alliage léger Alpax, joints homocinétiques « Tracta »), mais abandonnant toute recherche aérodynamique, il était doté de freins assistés, à disques à l'avant, et de roues à rayons « Robergel ».
Moins de dix exemplaires furent produits (cinq cabriolets et un coupé ?), leur réalisation étant confiée à la carrosserie Henri Chapron.
Un exemplaire de ce véhicule, est visible à la Cité de l'automobile, Musée de l'automobile - Collection Schlumpf à Mulhouse.
Ce véhicule est classé Monument Historique.

## Conception d'automobiles à propulsion

### Moteur électrique

#### CGE-Tudor électrique (1942)

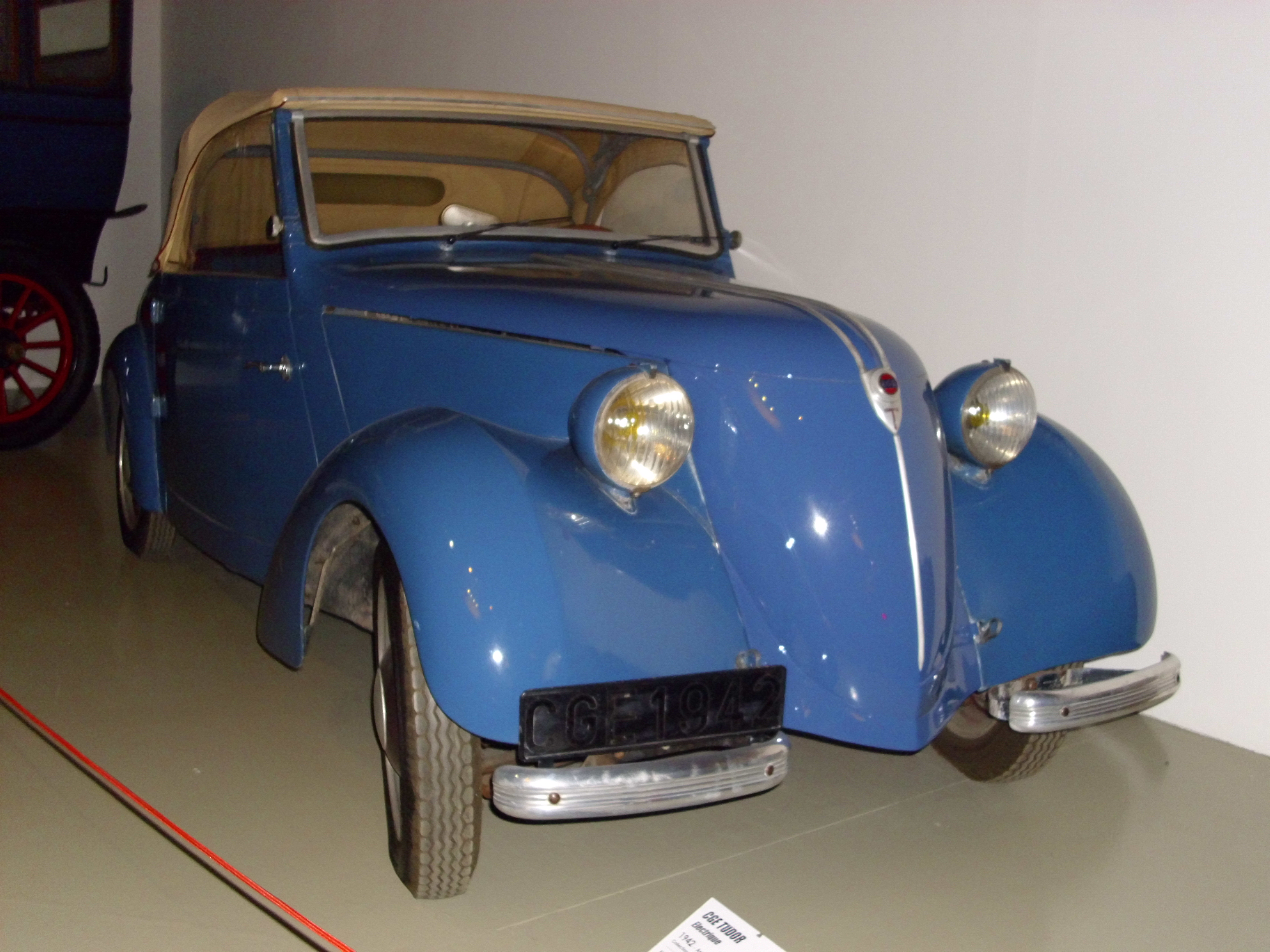
CGE-Tudor électrique (1942).

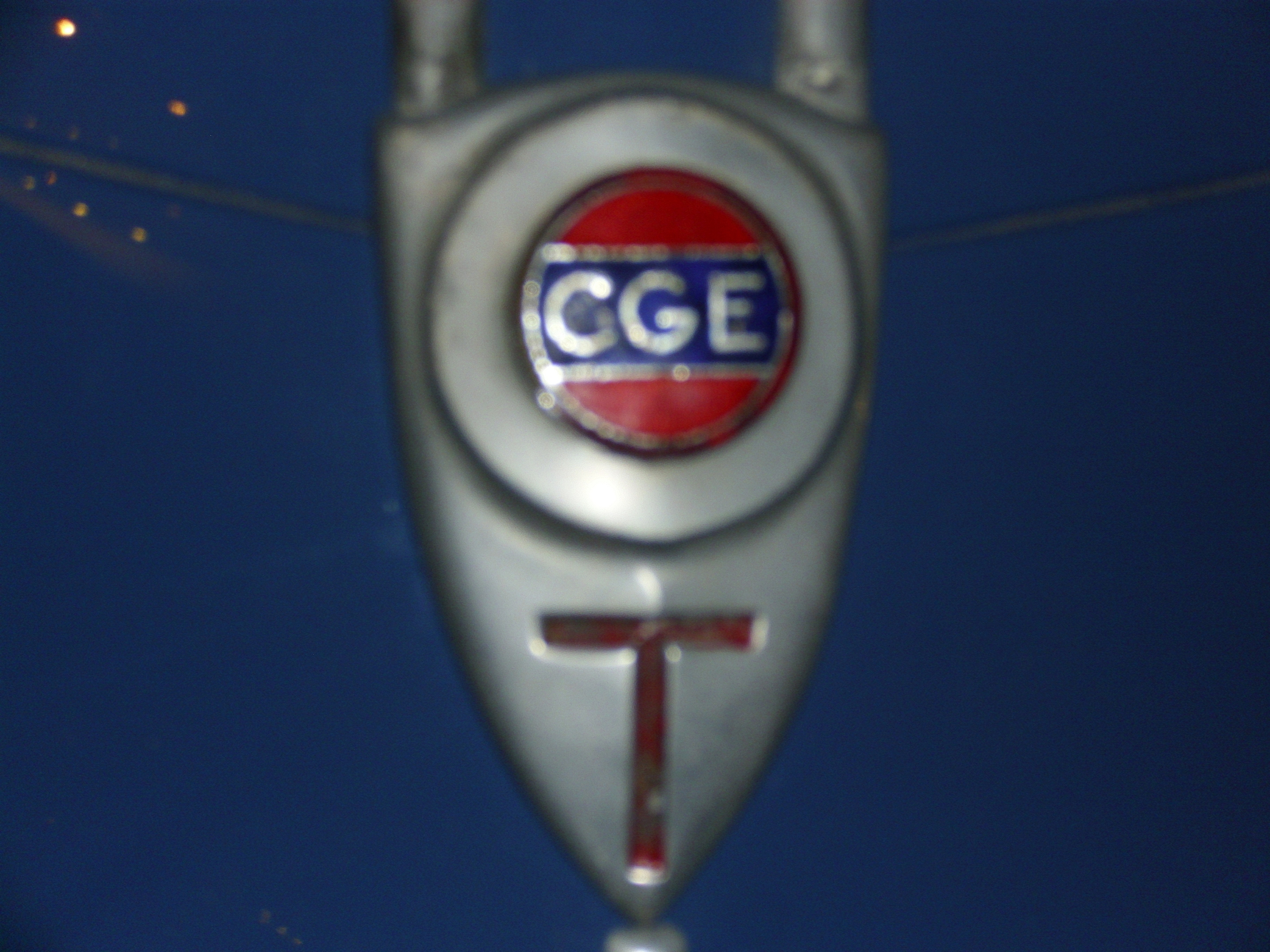
Emblème CGE-Tudor.

À la fin de 1940, à la suite des restrictions de production automobile provoquées par la guerre, Jean Albert Grégoire se voit proposer par la Compagnie générale d'électricité, l'étude d'une petite voiture à moteur électrique, la « CGE-Tudor », qui serait construite par la « Société des Accumulateurs Tudor ». La partie électrique, qui n'est pas du domaine de Grégoire, est confiée à Paul Rapin, qui choisit un moteur compound autorisant la récupération d'énergie de décélération au moment du freinage. 
Grégoire avait cependant commencé les études dès 1938 pour un tel véhicule et cela débouche en 1942, par la réalisation d'un véhicule à moteur électrique central, à roues arrière motrices, d'un poids à vide de 510 kg plus 460 kg d'accumulateurs, soit un poids total de 970 kg. Plus de détails
En septembre 1942, et après plusieurs tentatives infructueuses, Grégoire retente le record d'autonomie : ainsi, il relie la Porte d’Orléans à Étampes, Orléans, Blois, Amboise puis Tours, soit 225 km à 42,32 km/h de moyenne. Il parcourt encore 25 km supplémentaires pour épuiser les batteries, et encore 4 km supplémentaires pour rejoindre le dépôt, soit un total de 254 km.
Moins de 200 exemplaires seront fabriqués pour la Compagnie générale d'électricité jusqu'en 1944, compte tenu du prix de vente élevé pour l'époque (105 000 francs de 1941 soit près de 35 500 euros de 2013), hors de portée du budget d'un automobiliste moyen.
Un exemplaire de ce véhicule, est visible au Musée du circuit des 24 Heures du Mans.

#### Grégoire-Charbonneaux électrique (1969)

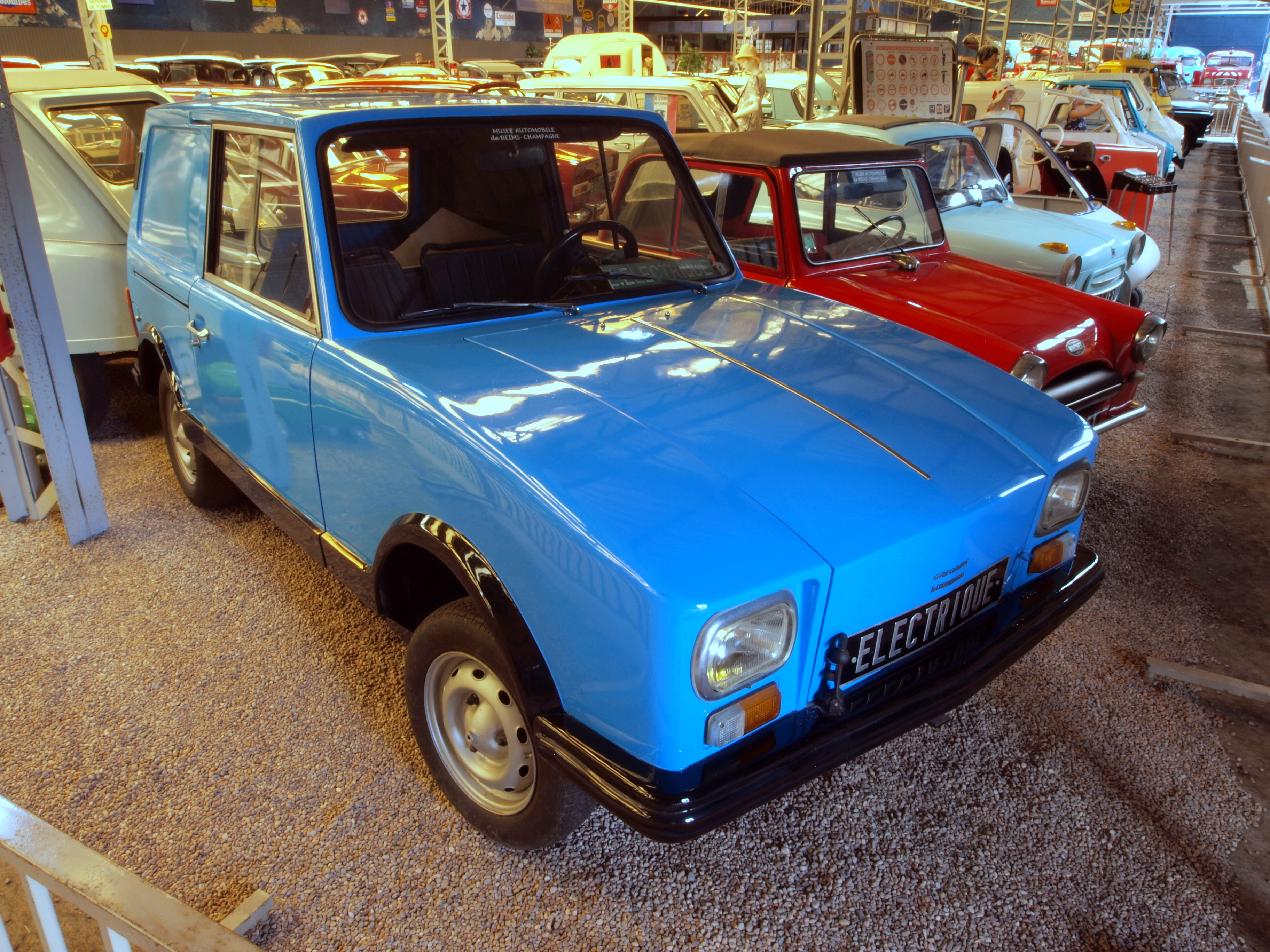
Grégoire-Charbonneaux, fourgonnette électrique (1969).

À la fin de 1968, et toujours à la demande de la Compagnie générale d'électricité, Jean Albert Grégoire collabore avec le designer Philippe Charbonneaux, pour la construction d'une fourgonnette électrique, pouvant atteindre la vitesse de 80 km/h (« La Grégoire-Charbonneaux »). Avec deux portes coulissantes, c'est une voiturette fabriquée en polyester et fibre de verre, sur un châssis en aluminium moulé. Le moteur placé à l'arrière a été conçu par Grégoire, et est alimenté par une dizaine de batteries de 12 volts permettant une autonomie de 100 km.
Le prototype réalisé, la décision de construire le véhicule est prise en avril 1970, pour des essais le 18 mars 1971. Les prototypes, baptisés 1 et 2, bénéficient d'une transmission par courroie crantée peu satisfaisante. Elle est donc remplacée par une transmission par pont, montée sur le prototype 3 qui roule en mars 1972 et qui est doté d'une suspension pneumatique à basse pression. Le véhicule sera produit en série jusqu'en 1974.
Un exemplaire de ce véhicule, est visible au musée automobile Reims Champagne, à Reims,.

### Turbine à gaz

#### SOCEMA-Grégoire (1953)
En 1953, il réalisa une voiture expérimentale à turbine à gaz, la Socema-Grégoire, avec un groupe moteur avant et des roues arrière motrices, pouvant atteindre 200 km/h.
- Elle est équipée d'un turbocompresseur compact développant 100 ch, pesant 130 kg. Ce moteur tourne à 45 000 tr/min et est accompagné d'une turbine motrice à deux étages tournant à 25 000 tr/min, accouplée à un réducteur épicycloïdal qui amène l'arbre de transmission à tourner à 5 000 tr/min[23].
- Le véhicule est équipé d'une boite de vitesses Cotal, à commande électromagnétique[24].
- Pour le freinage, et compte tenu que le turbocompresseur n'offre aucun frein moteur, un ralentisseur électromagnétique Telma est placé devant le différentiel.
- Pour l'alimentation, deux batteries de 12 volts servent au lancement de la turbine.

Ce prototype unique est aujourd’hui la propriété de l’Automobile Club de l’Ouest et est visible au Musée du circuit des 24 heures du Mans.
Pour la petite histoire, cette Socema-Grégoire a servi d'inspiration au dessinateur de bande dessinée André Franquin pour la Turbotraction du personnage Spirou.

SOCEMA-Grégoire
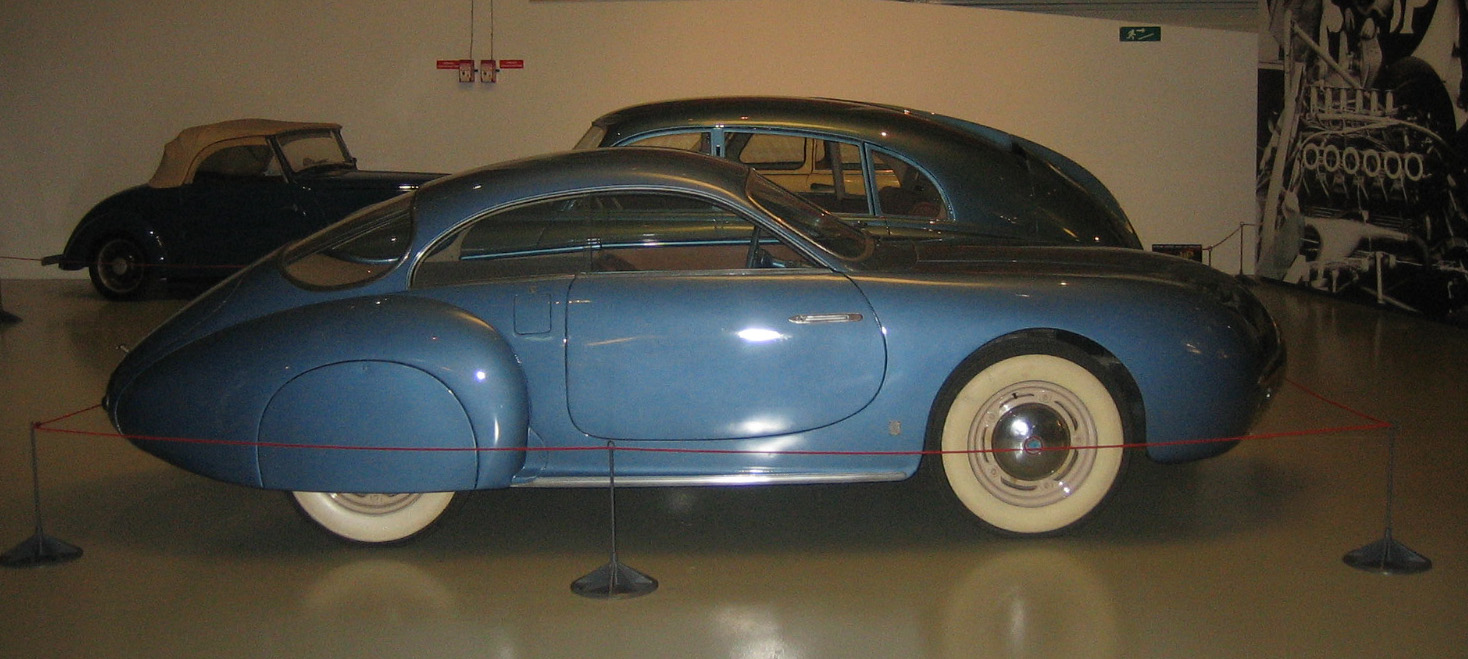
SOCEMA-Grégoire à turbine à gaz (1953)
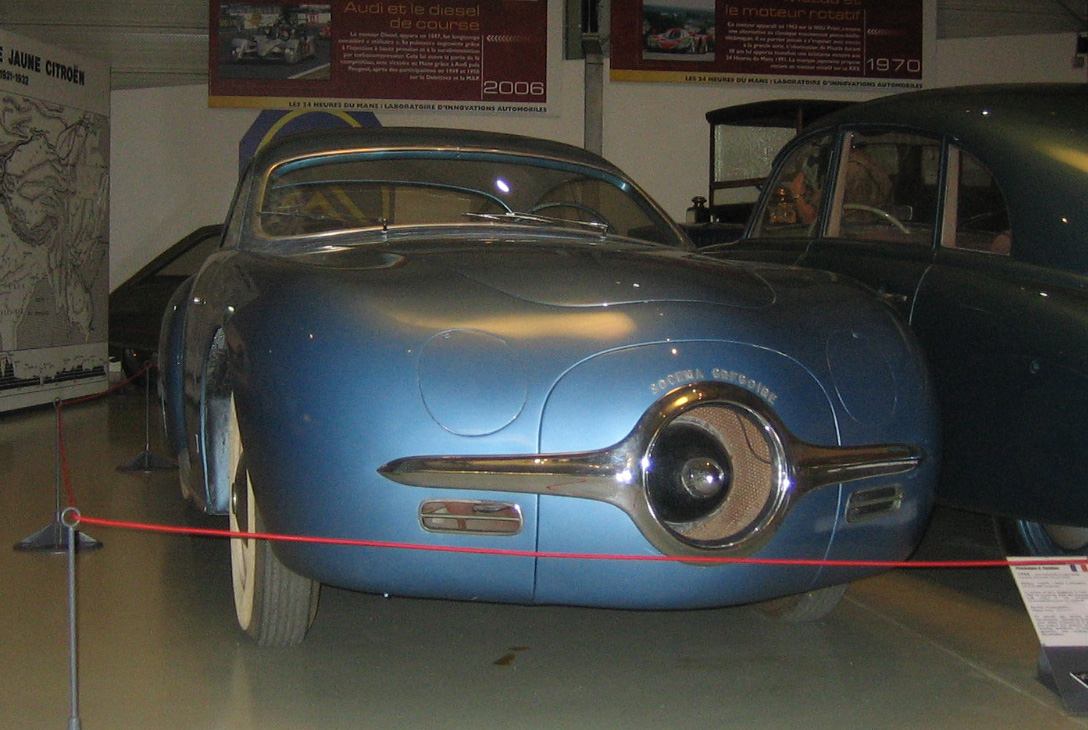
SOCEMA-Grégoire
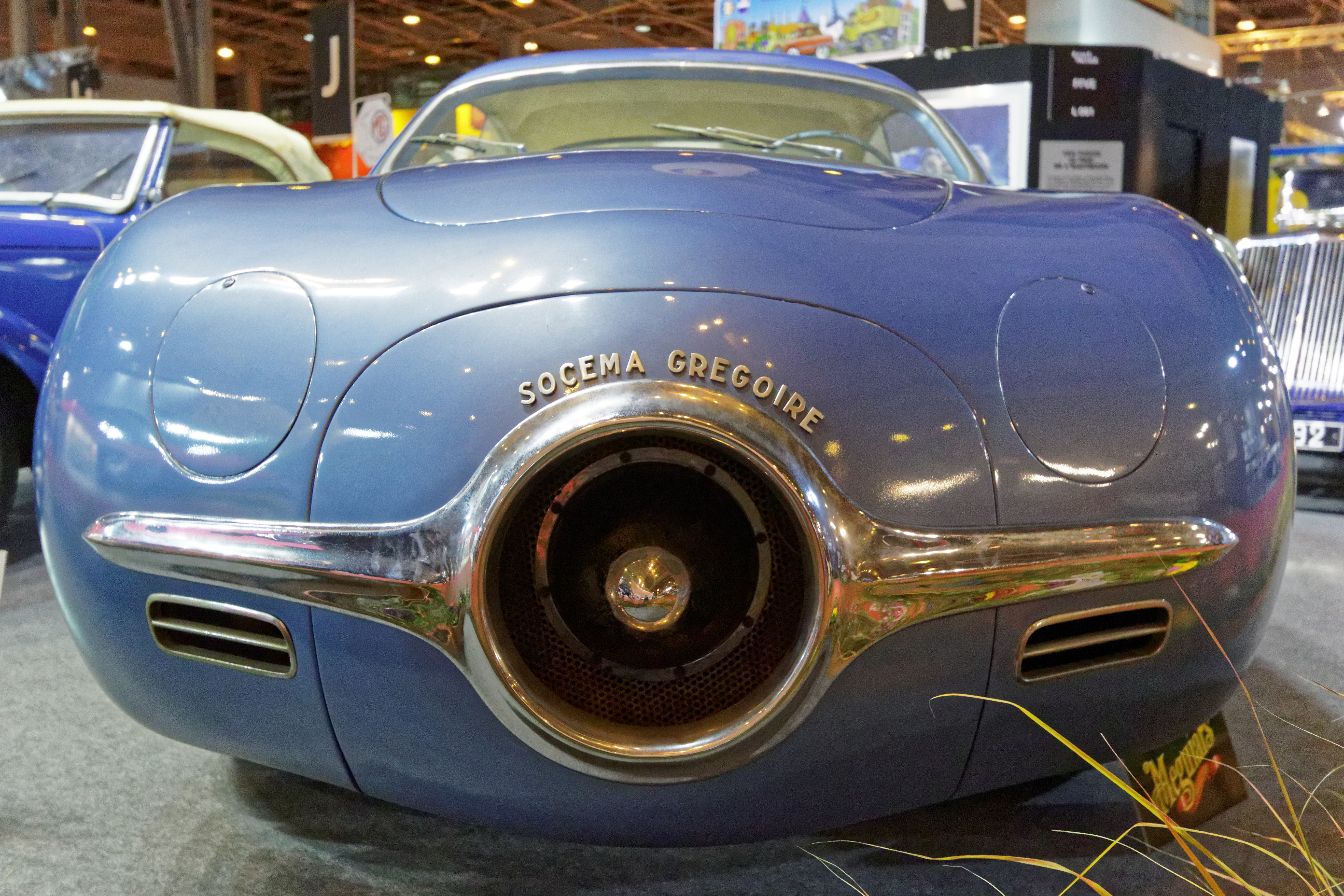
Modèle 1952 vu de face
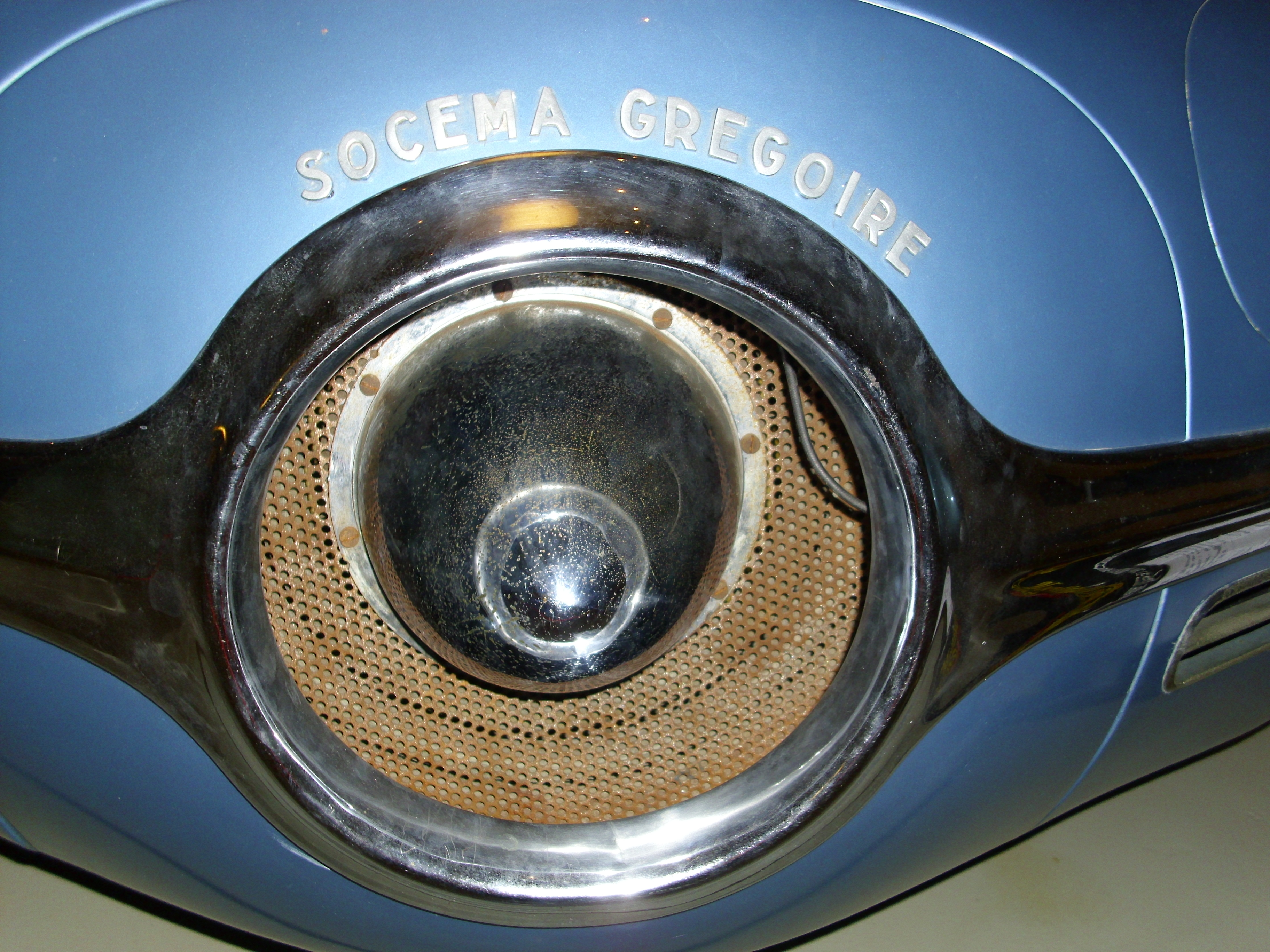
Détail de la calandre
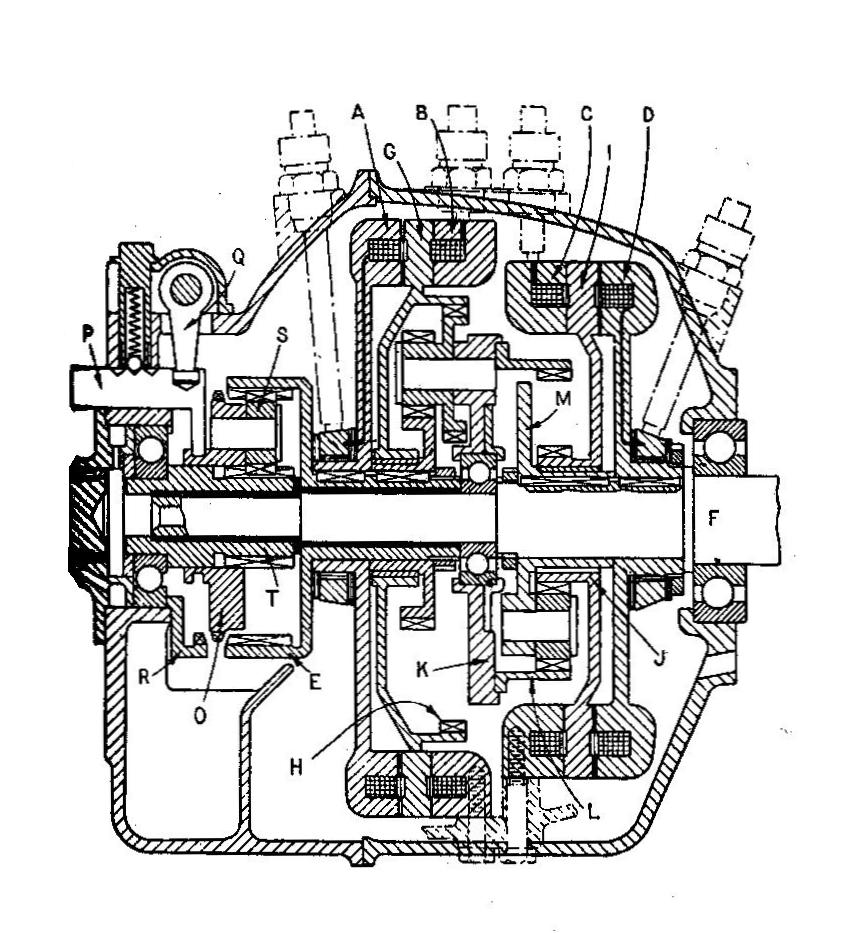
Boîte de vitesses Cotal (1935)

## Publications de J. A. Grégoire
- L'ingénieur de l'automobile, Éditions Tiranty, Paris, 1949, 67 pages (introduction de Charles Faroux, illustrations de J. Sennep et P. Collot)[27].
- L'aventure automobile, Flammarion , 1953, 275 pages.
- 24 heures au Mans, roman, Flammarion , 1955, 280 pages.
- L'ombre de l'argent, roman, Flammarion, 1956, 346 pages.
- 50 ans d'automobile : La traction avant, Flammarion, 1974.
- Des autos et des mots, la Table ronde, 1985  (ISBN 2-7103-0253-5), 203 pages.
- 50 ans d'automobile : Tome 2, la voiture électrique, Flammarion, 1992  (ISBN 2-08-010751-8), 331 pages.
- Vivre sans pétrole, Flammarion,1992  (ISBN 2-08-064164-6), 215 pages.
- Jean Albert Grégoire, Henri Rouger, Daniel Tard et Marc-Antoine Colin, Toutes mes automobiles, Charles Massin, 1993, 156 p. (ISBN 2-7072-0218-5).